# Шаула (Румунія)
Шаула (рум. Șaula) — село у повіті Клуж в Румунії. Входить до складу комуни Ізвору-Крішулуй.
Село розташоване на відстані 356 км на північний захід від Бухареста, 40 км на захід від Клуж-Напоки.

## Населення
За даними перепису населення 2002 року у селі проживали 208 осіб.
Національний склад населення села:
| Національність | Кількість осіб | Відсоток |
| -------------- | -------------- | -------- |
| угорці         | 199            | 95,7 %   |
| румуни         | 9              | 4,3 %    |

Рідною мовою назвали:
| Мова      | Кількість осіб | Відсоток |
| --------- | -------------- | -------- |
| угорська  | 199            | 95,7 %   |
| румунська | 9              | 4,3 %    |